# Torneo de Houston
El Torneo de Houston (también conocido como U.S. Men's Clay Court Championships) es un torneo oficial de tenis masculino correspondiente a la categoría ATP World Tour 250 que se juega anualmente en el recinto River Oaks Country Club de la ciudad de Houston, Texas, Estados Unidos. Es el único en Norteamérica que se juega sobre tierra batida.
Anteriormente el torneo se jugó en las ciudades de Indianápolis, Charleston, Kiawah Island, Charlotte, Birmingham, Pinehurst y Orlando. Desde el año 2001 se celebró en la ciudad de Houston, en el complejo Westside Tennis Club, pero en 2008 se mudó definitivamente al River Oaks Country Club.
El tenista que más veces ha ganado el torneo es el estadounidense Jimmy Connors con 4 títulos.

## Palmarés

### Individual masculino
| Año                           | Campeón                                  | Subcampeón                               | Resultado                                |
| Indianapolis, Indiana         | Indianapolis, Indiana                    | Indianapolis, Indiana                    | Indianapolis, Indiana                    |
| ----------------------------- | ---------------------------------------- | ---------------------------------------- | ---------------------------------------- |
| 1970                          | Cliff Richey                             | Stan Smith                               | 6-2, 10-8, 3-6, 6-1                      |
| 1971                          | Željko Franulović                        | Cliff Richey                             | 6-3, 6-4, 0-6, 6-3                       |
| 1972                          | Bob Hewitt                               | Jimmy Connors                            | 7-6, 6-1, 6-2                            |
| 1973                          | Manuel Orantes                           | Georges Goven                            | 6-4, 6-1, 6-4                            |
| 1974                          | Jimmy Connors                            | Björn Borg                               | 5-7, 6-3, 6-4                            |
| 1975                          | Manuel Orantes                           | Arthur Ashe                              | 6-2, 6-2                                 |
| 1976                          | Jimmy Connors                            | Wojtek Fibak                             | 6-2, 6-4                                 |
| 1977                          | Manuel Orantes                           | Jimmy Connors                            | 6-1, 6-3                                 |
| 1978                          | Jimmy Connors                            | José Higueras                            | 7-5, 6-1                                 |
| 1979                          | Jimmy Connors                            | Guillermo Vilas                          | 6-1, 2-6, 6-4                            |
| 1980                          | José Luis Clerc                          | Mel Purcell                              | 7-5, 6-3                                 |
| 1981                          | José Luis Clerc                          | Ivan Lendl                               | 4-6, 6-4, 6-2                            |
| 1982                          | José Higueras                            | Jimmy Arias                              | 7-5, 5-7, 6-3                            |
| 1983                          | Jimmy Arias                              | Andrés Gómez                             | 6-4, 2-6, 6-4                            |
| 1984                          | Andrés Gómez                             | Balázs Taróczy                           | 6-0, 7-6                                 |
| 1985                          | Ivan Lendl                               | Andrés Gómez                             | 6-1, 6-3                                 |
| 1986                          | Andrés Gómez                             | Thierry Tulasne                          | 6-4, 7-6                                 |
| 1987                          | Mats Wilander                            | Kent Carlsson                            | 7-5, 6-3                                 |
| Charleston, South Carolina    |                                          |                                          |                                          |
| 1988                          | Andre Agassi                             | Jimmy Arias                              | 6-2, 6-2                                 |
| 1989                          | Jay Berger                               | Lawson Duncan                            | 6-4, 6-3                                 |
| Kiawah Island, South Carolina |                                          |                                          |                                          |
| 1990                          | David Wheaton                            | Mark Kaplan                              | 6-4, 6-4                                 |
| Charlotte, North Carolina     |                                          |                                          |                                          |
| 1991                          | Jaime Yzaga                              | Jimmy Arias                              | 6-3, 7-5                                 |
| 1992                          | MaliVai Washington                       | Claudio Mezzadri                         | 6-3, 6-3                                 |
| 1993                          | Horacio de la Peña                       | Jaime Yzaga                              | 3-6, 6-3, 6-4                            |
| Birmingham, Alabama           |                                          |                                          |                                          |
| 1994                          | Jason Stoltenberg                        | Gabriel Markus                           | 6-3, 6-4                                 |
| Pinehurst, North Carolina     |                                          |                                          |                                          |
| 1995                          | Thomas Enqvist                           | Javier Frana                             | 6-3, 3-6, 6-3                            |
| 1996                          | Fernando Meligeni                        | Mats Wilander                            | 6-4, 6-2                                 |
| Orlando, Florida              |                                          |                                          |                                          |
| 1997                          | Michael Chang                            | Grant Stafford                           | 4-6, 6-2, 6-1                            |
| 1998                          | Jim Courier                              | Michael Chang                            | 7-5, 3-6, 7-5                            |
| 1999                          | Magnus Norman                            | Guillermo Cañas                          | 6-0, 6-3                                 |
| 2000                          | Fernando González                        | Nicolás Massú                            | 6-2, 6-3                                 |
| Houston, Texas                |                                          |                                          |                                          |
| 2001                          | Andy Roddick                             | Hyung-Taik Lee                           | 7-5, 6-3                                 |
| 2002                          | Andy Roddick                             | Pete Sampras                             | 7-69, 6-3                                |
| 2003                          | Andre Agassi                             | Andy Roddick                             | 3-6, 6-3, 6-4                            |
| 2004                          | Tommy Haas                               | Andy Roddick                             | 6-3, 6-4                                 |
| 2005                          | Andy Roddick                             | Sébastien Grosjean                       | 6-2, 6-2                                 |
| 2006                          | Mardy Fish                               | Jürgen Melzer                            | 3-6, 6-4, 6-3                            |
| 2007                          | Ivo Karlović                             | Mariano Zabaleta                         | 6-4, 6-1                                 |
| 2008                          | Marcel Granollers                        | James Blake                              | 6-4, 1-6, 7-5                            |
| 2009                          | Lleyton Hewitt                           | Wayne Odesnik                            | 6-2, 7-5                                 |
| 2010                          | Juan Ignacio Chela                       | Sam Querrey                              | 5-7, 6-4, 6-3                            |
| 2011                          | Ryan Sweeting                            | Kei Nishikori                            | 7-6(3), 6-4                              |
| 2012                          | Juan Mónaco                              | John Isner                               | 6-2, 3-6, 6-3                            |
| 2013                          | John Isner                               | Nicolás Almagro                          | 6-3, 7-5                                 |
| 2014                          | Fernando Verdasco                        | Nicolás Almagro                          | 6-3, 7-6(4)                              |
| 2015                          | Jack Sock                                | Sam Querrey                              | 7-6(9), 7-6(2)                           |
| 2016                          | Juan Mónaco                              | Jack Sock                                | 3-6, 6-3, 7-5                            |
| 2017                          | Steve Johnson                            | Thomaz Bellucci                          | 6-4, 4-6, 7-6(5)                         |
| 2018                          | Steve Johnson                            | Tennys Sandgren                          | 7-6(2), 2-6, 6-4                         |
| 2019                          | Christian Garín                          | Casper Ruud                              | 7-6(4), 4-6, 6-3                         |
| 2020- 2021                    | No disputado por la Pandemia de COVID-19 | No disputado por la Pandemia de COVID-19 | No disputado por la Pandemia de COVID-19 |
| 2022                          | Reilly Opelka                            | John Isner                               | 6-3, 7-6(7)                              |
| 2023                          | Frances Tiafoe                           | Tomás Martín Etcheverry                  | 7-6(1), 7-6(6)                           |
| 2024                          | Ben Shelton                              | Frances Tiafoe                           | 7-5, 4-6, 6-3                            |
| 2025                          | Jenson Brooksby                          | Frances Tiafoe                           | 6-4, 6-2                                 |

### Dobles masculino
| Año                           | Campeones                                | Subcampeones                             | Resultado                                |
| Indianápolis, Indiana         | Indianápolis, Indiana                    | Indianápolis, Indiana                    | Indianápolis, Indiana                    |
| ----------------------------- | ---------------------------------------- | ---------------------------------------- | ---------------------------------------- |
| 1970                          | Arthur Ashe Clark Graebner               | Ilie Năstase Ion Țiriac                  | 2-6, 6-4, 6-4                            |
| 1971                          | Željko Franulović Jan Kodeš              | Clark Graebner Erik van Dillen           | 7-6, 5-7, 6-3                            |
| 1972                          | Bob Hewitt Frew McMillan                 | Patricio Cornejo Jaime Fillol            | 6-2, 6-3                                 |
| 1973                          | Bob Carmichael Frew McMillan             | Manuel Orantes Ion Țiriac                | 6-3, 6-4                                 |
| 1974                          | Jimmy Connors Ilie Năstase               | Jürgen Fassbender Hans-Jürgen Pohmann    | 6-7, 6-3, 6-4                            |
| 1975                          | Juan Gisbert Manuel Orantes              | Wojciech Fibak Hans-Jürgen Pohmann       | 7-5, 6-0                                 |
| 1976                          | Brian Gottfried Raúl Ramírez             | Fred McNair Sherwood Stewart             | 6-2, 6-2                                 |
| 1977                          | Patricio Cornejo Jaime Fillol            | Dick Crealy Cliff Letcher                | 6-7, 6-4, 6-3                            |
| 1978                          | Gene Mayer Hank Pfister                  | Jeff Borowiak Chris Lewis                | 6-3, 6-1                                 |
| 1979                          | Gene Mayer John McEnroe                  | Jan Kodeš Tomáš Šmíd                     | 6-4, 7-6                                 |
| 1980                          | Kevin Curren Steve Denton                | Wojciech Fibak Ivan Lendl                | 3-6, 7-6, 6-4                            |
| 1981                          | Kevin Curren Steve Denton                | Raúl Ramírez Van Winitsky                | 6-3, 5-7, 7-5                            |
| 1982                          | Sherwood Stewart Ferdi Taygan            | Robbie Venter Blaine Willenborg          | 6-4, 7-5                                 |
| 1983                          | Mark Edmondson Sherwood Stewart          | Carlos Kirmayr Cássio Motta              | 6-3, 6-2                                 |
| 1984                          | Ken Flach Robert Seguso                  | Heinz Günthardt Balázs Taróczy           | 7-6, 7-5                                 |
| 1985                          | Ken Flach Robert Seguso                  | Pavel Složil Kim Warwick                 | 6-4, 6-4                                 |
| 1986                          | Andrés Gómez Hans Gildemeister           | John Fitzgerald Sherwood Stewart         | 6-4, 6-3                                 |
| 1987                          | Laurie Warder Blaine Willenborg          | Joakim Nyström Mats Wilander             | 6-0, 6-3                                 |
| Charleston, South Carolina    |                                          |                                          |                                          |
| 1988                          | Pieter Aldrich Danie Visser              | Jorge Lozano Todd Witsken                | 7-6, 6-3                                 |
| 1989                          | Mikael Pernfors Tobias Svantesson        | Agustín Moreno Jaime Yzaga               | 6-4, 4-6, 7-5                            |
| Kiawah Island, South Carolina |                                          |                                          |                                          |
| 1990                          | Scott Davis David Pate                   | Jim Grabb Leonardo Lavalle               | 6-2, 6-3                                 |
| Charlotte, North Carolina     |                                          |                                          |                                          |
| 1991                          | Rick Leach Jim Pugh                      | Bret Garnett Greg Van Emburgh            | 6-3, 2-6, 6-3                            |
| 1992                          | Steve DeVries David Macpherson           | Bret Garnett Jared Palmer                | 6-4, 7-6                                 |
| 1993                          | Rikard Bergh Trevor Kronemann            | Javier Frana Leonardo Lavalle            | 6-1, 6-2                                 |
| Birmingham, Alabama           |                                          |                                          |                                          |
| 1994                          | Todd Woodbridge Mark Woodforde           | Jared Palmer Richey Reneberg             | 6-2, 3-6, 6-3                            |
| Pinehurst, North Carolina     |                                          |                                          |                                          |
| 1995                          | Mark Woodforde Todd Woodbridge           | Alex O'Brien Sandon Stolle               | 6-2, 6-4                                 |
| 1996                          | Pat Cash Patrick Rafter                  | Ken Flach David Wheaton                  | 6-2, 6-3                                 |
| Orlando, Florida              |                                          |                                          |                                          |
| 1997                          | Mark Merklein Vince Spadea               | Alex O'Brien Jeff Salzenstein            | 6-4, 4-6, 6-4                            |
| 1998                          | Grant Stafford Kevin Ullyett             | Michael Tebbutt Mikael Tillström         | 4-6, 6-4, 7-5                            |
| 1999                          | Jim Courier Todd Woodbridge              | Bob Bryan Mike Bryan                     | 7-6(4), 6-4                              |
| 2000                          | Leander Paes Jan Siemerink               | Justin Gimelstob Sébastien Lareau        | 6-3, 6-4                                 |
| Houston, Texas                |                                          |                                          |                                          |
| 2001                          | Mahesh Bhupathi Leander Paes             | Kevin Kim Jim Thomas                     | 7-6(4), 6-2                              |
| 2002                          | Mardy Fish Andy Roddick                  | Jan-Michael Gambill Graydon Oliver       | 6-4, 6-4                                 |
| 2003                          | Mark Knowles Daniel Nestor               | Jan-Michael Gambill Graydon Oliver       | 6-4, 6-3                                 |
| 2004                          | Richey Reneberg Christo van Rensburg     | Brian MacPhie David Witt                 | 2-6, 6-3, 6-2                            |
| 2005                          | Mark Knowles Daniel Nestor               | Martín García Luis Horna                 | 6-3, 6-4                                 |
| 2006                          | Michael Kohlmann Alexander Waske         | Julian Knowle Jürgen Melzer              | 5-7, 6-4, [10-5]                         |
| 2007                          | Bob Bryan Mike Bryan                     | Mark Knowles Daniel Nestor               | 7-6(3), 6-4                              |
| 2008                          | Ernests Gulbis Rainer Schüttler          | Pablo Cuevas Marcel Granollers           | 7-5, 7-6(3)                              |
| 2009                          | Bob Bryan Mike Bryan                     | Jesse Levine Ryan Sweeting               | 6-1, 6-2                                 |
| 2010                          | Bob Bryan Mike Bryan                     | Stephen Huss Wesley Moodie               | 6-3, 7-5                                 |
| 2011                          | Bob Bryan Mike Bryan                     | John Isner Sam Querrey                   | 6-7(4), 6-2, [10-5]                      |
| 2012                          | James Blake Sam Querrey                  | Treat Conrad Huey Dominic Inglot         | 7-6(14), 6-4                             |
| 2013                          | Jamie Murray John Peers                  | Bob Bryan Mike Bryan                     | 1-6, 7-6(3), [12-10]                     |
| 2014                          | Bob Bryan Mike Bryan                     | David Marrero Fernando Verdasco          | 4-6, 6-4, [11-9]                         |
| 2015                          | Ričardas Berankis Teymuraz Gabashvili    | Treat Huey Scott Lipsky                  | 6-4, 6-4                                 |
| 2016                          | Bob Bryan Mike Bryan                     | Víctor Estrella Santiago González        | 4-6, 6-3, [10-8]                         |
| 2017                          | Julio Peralta Horacio Zeballos           | Dustin Brown Frances Tiafoe              | 4-6, 7-5, [10-6]                         |
| 2018                          | Max Mirnyi Philipp Oswald                | Andre Begemann Antonio Šančić            | 6-7(2), 6-4, [11-9]                      |
| 2019                          | Santiago González Aisam-ul-Haq Qureshi   | Ken Skupski Neal Skupski                 | 3-6, 6-4, [10-6]                         |
| 2020- 2021                    | No disputado por la Pandemia de COVID-19 | No disputado por la Pandemia de COVID-19 | No disputado por la Pandemia de COVID-19 |
| 2022                          | Matthew Ebden Max Purcell                | Ivan Sabanov Matej Sabanov               | 6-3, 6-3                                 |
| 2023                          | Max Purcell Jordan Thompson              | Julian Cash Henry Patten                 | 4-6, 6-4, [10-5]                         |
| 2024                          | Max Purcell Jordan Thompson              | William Blumberg John Peers              | 7-5, 6-1                                 |
| 2025                          | Fernando Romboli John-Patrick Smith      | Federico Gómez Santiago González         | 6-1, 6-4                                 |

## Otros torneos de tenis en Houston
Desde el surgimiento de la Era Abierta, la ciudad de Houston fue sede de torneos de tenis profesionales válidos por el circuito masculino, entre 1971 y 1986. Los torneos se jugaron en distintas superficies. Houston fue también sede de la Tennis Masters Cup en los años 1976, 2003 y 2004. Las finales de singles de fueron:
| Año  | Campeón              | Subcampeón           | Superficie |
| ---- | -------------------- | -------------------- | ---------- |
| 1986 | Slobodan Zivojinovic | Scott Davis          | Carpeta    |
| 1985 | John McEnroe         | Kevin Curren         | Carpeta    |
| 1984 | Mark Dickson         | Sammy Giammalva, Jr. | Arcilla    |
| 1983 | Ivan Lendl           | Paul McNammee        | Arcilla    |
| 1982 | Ivan Lendl           | José Luis Clerc      | Arcilla    |
| 1981 | Guillermo Vilas      | Sammy Giammalva, Jr. | Arcilla    |
| 1980 | Ivan Lendl           | Eddie Dibbs          | Arcilla    |
| 1979 | José Higueras        | Gene Mayer           | Arcilla    |
| 1978 | Brian Gottfried      | Ilie Nastase         | Arcilla    |
| 1977 | Adriano Panatta      | Vitas Gerulaitis     | Dura       |
| 1976 | Harold Solomon       | Ken Rosewall         | Arcilla    |
| 1975 | Ken Rosewall         | Cliff Drysdale       | Arcilla    |
| 1974 | Rod Laver            | Björn Borg           | Arcilla    |
| 1973 | Ken Rosewall         | Fred Stolle          | Arcilla    |
| 1972 | Rod Laver            | Ken Rosewall         | Arcilla    |
| 1971 | Cliff Richey         | Clark Graebner       | Dura       |